# Het Twiske

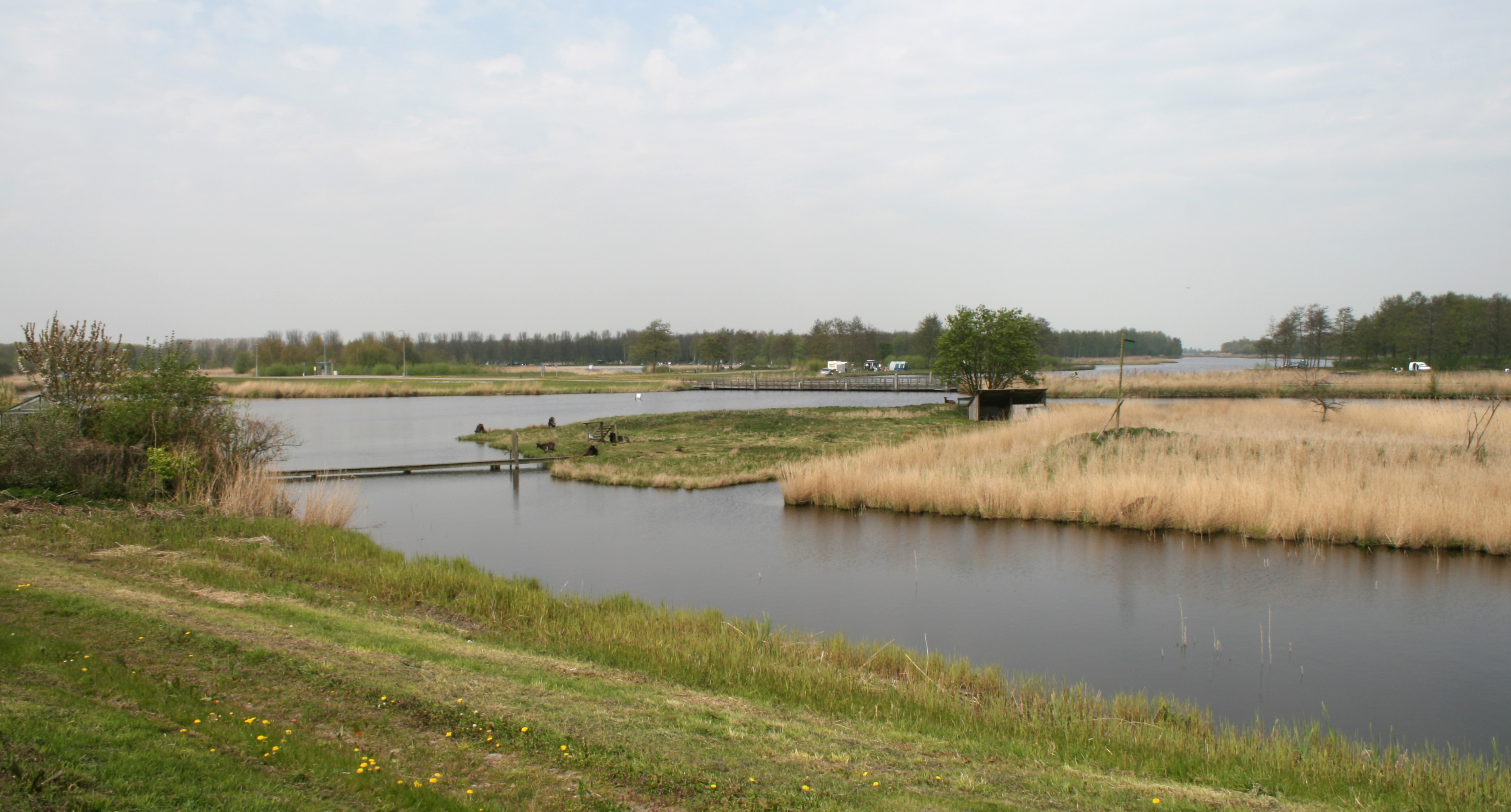
Het Twiske

Het Twiske – holenderski park rekreacji znajdujący się w pobliżu północnych granic Amsterdamu.
W parku jest jezioro z licznymi wysepkami powstałe wskutek długotrwałej eksploatacji piasku i torfu. Dostępne są tutaj różne formy aktywnego wypoczynku, nie tylko tego związanego z wodą jak na przykład wędkowanie, żeglarstwo, pływanie czy nurkowanie, ale także sporty rowerowe czy obserwacja ptactwa. Jednak zakazane ze względu na ochronę przyrody jest używanie łodzi motorowych. Funkcjonuje również szkółka żeglarska z wypożyczalnią sprzętu do sportów wodnych.
Wśród tutejszych łąk, poza miejscowymi, czasami rzadszymi gatunkami, można spotkać także pasące się kuce szetlandzkie oraz bydło szkockie.